# آيت المكي ابا احمد (فطناسة)
آيت المكي أبا احمد هو دُوَّار يقع بجماعة واركي، إقليم قلعة السراغنة، جهة مراكش آسفي في المملكة المغربية. ينتمي الدوّار لمشيخة فطناسة التي تضم 14 دوار. يقدر عدد سكانه بـ 149 نسمة حسب الإحصاء الرسمي للسكان والسكنى لسنة 2004.

## وصلات خارجية
- البوابة الوطنية للجماعات الترابية
- المندوبية السامية للتخطيط